# کمیته المپیک صربستان
کمیته المپیک صربستان (صربی: Олимпијски комитет Србије) یک سازمان ورزشی است که نماینده کشور صربستان در کمیته بین‌المللی المپیک می‌باشد.
این سازمان که در سال ۱۹۱۰ تأسیس شده مسئول آماده‌سازی و اعزام ورزشکاران به بازی‌های المپیک، بازی‌های المپیک جوانان و بازی‌های اروپایی است.